# صفرا

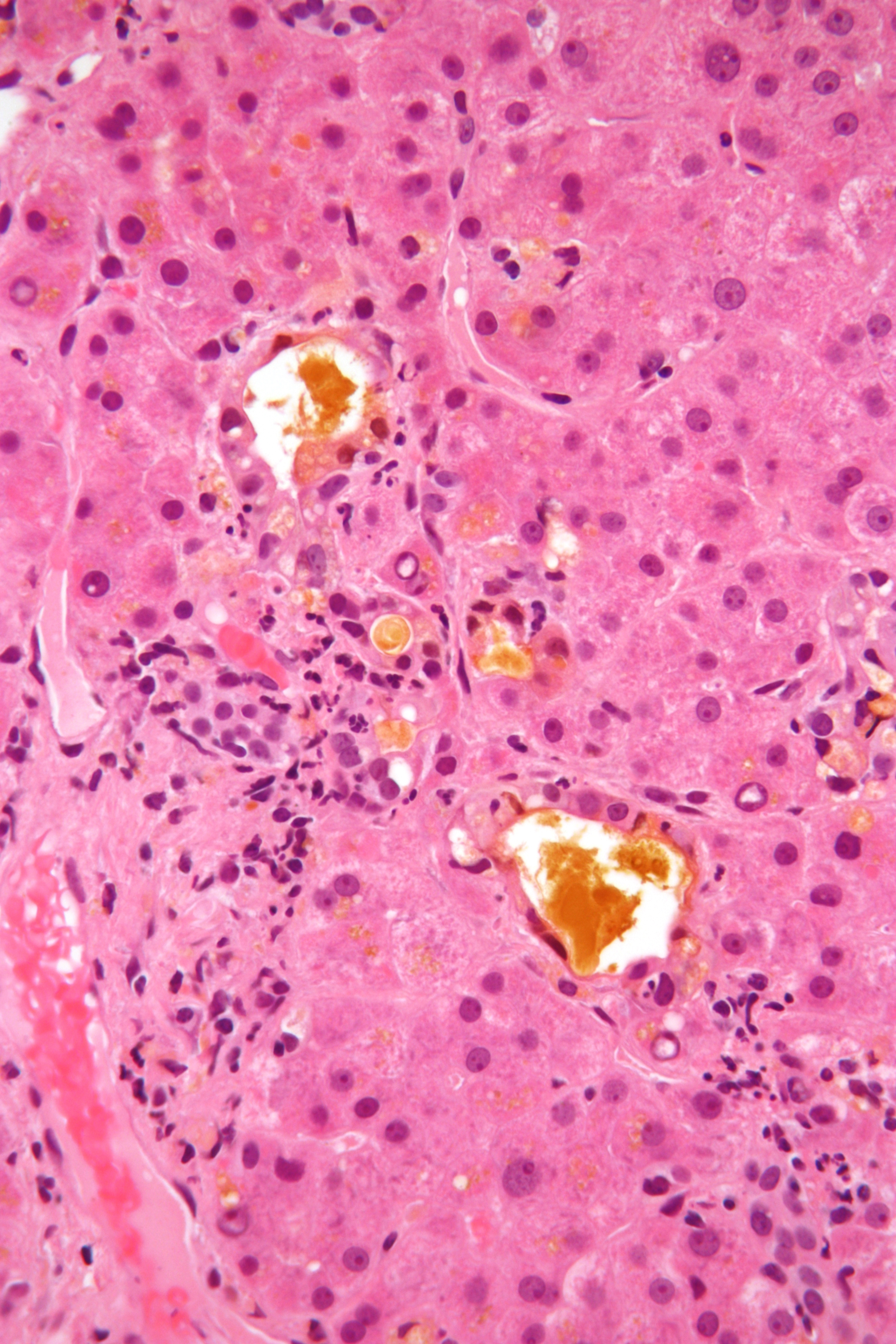
صفرا (لکه‌های زرد رنگ) در بافت‌برداری از کبد فردی مبتلا به کلستاز.

صَفرا یا زَرداب (به انگلیسی: gall یا bile) مایعی سبز-زرد رنگ قلیایی با pH بین  ۷٫۶ - ۸٫۶ به عنوان یکی از خلط‌های چهارگانه است. توسط هپاتوسیت‌ها ترشح می‌شود که روزانه ۵۰۰ تا ۱۰۰۰ میلی‌لیتر صفرا تولید می‌کنند. این مایع در کیسه صفرا (زَهره) ذخیره شده و به هنگام عبور غذا از دوازدهه بر روی آن ریخته می‌شود و موجب امولسیون چربی و در نهایت گوارش آن می‌شود. صفرا در اغلب مهره‌داران ترشح می‌شود. از دلایل قلیایی بودن صفرا داشتن مقادیری بیکربنات (HCO3 یک بار منفی)به منظور کاهش اسیدیته و حفاظت از دیوارۀ دوازدهه است.
صفرا در افرادی افرادی که دچار بیماری های شدید کیسه صفرا مانند سنگ غیر قابل برداشت یا سرطان کیسه صفرا هستند برداشته میشود
( Splenectomy )
مهمترین عارضه در این افراد کرامپ بدلیل عدم هضم صحیح تری گلیسیرید و بالارفتن کلسترول به دلیل عدم استفاده صحیح از مولکول کلسترول وارد شده به کبد است.
این افراد جز رژیم غذایی کم چرب نیاز به درمان خاص دیگری ندارند.

## ترکیبات صفرا
- آب
- اسیدهای صفراوی (و نمک‌های صفراوی)
- فسفولیپید (لسیتین، که در امولسیون چربی‌ها نقش دارد)
- یون بی‌کربنات و چند الکترولیت دیگر
- کلسترول (که به کمک لسیتین و اسیدهای صفراوی حل شده است)
- رنگ‌دانه‌های صفراوی همچون بیلی‌روبین و بیلی وردین (که از تجزیه هموگلوبین حاصل می‌شود و رنگ مدفوع را می‌سازد).
- پروتئین‌ها (شامل تمامی ایمونوگلوبولین‌ها، آلبومین، متابولیت‌های هورمون‌ها و سایر پروتئین‌هایی که در کبد متابولیز می‌شوند).

## تولید و کارکرد
صفرا پس از ترشح توسط هپاتوسیت‌ها وارد کانالیکول‌های صفراوی شده و از طریق مجرای سیستیک از کبد خارج می‌شود. صفرا از طریق مجرای کیسه‌ای به کیسه صفرا انتقال می‌یابد. هنگامی که غذا از دوازدهه عبور می‌کند، کیسه صفرا منقبض شده و مایع درون خود را از طریق مجرای مشترک صفراوی به روده هدایت می‌کند و با غذا مخلوط می‌شود. ماده ای که صفرا تولید می‌کند، خاصیت بازی یا قلیایی دارد که باعث خنثی کردن کیموس می‌شود.
نمک‌های صفراوی موجب امولسیون چربی‌ها (پراکنده شدن قطرات ریز چربی) می‌شوند و به این ترتیب، آنزیم‌ها و به خصوص لیپاز می‌توانند عمل گوارش لیپیدها را شروع کنند.
نمک‌های صفراوی همچنین باعث تولید میسل می‌شوند. میسل‌ها گروه‌هایی ریز متشکل از مولکول‌های تجزیه شدهٔ لیپید (تری‌گلیسیرید) هستند که در جذب فراورده‌های نهایی تجزیهٔ لیپیدها (توسط لیپاز لوزالمعده) از طریق غشای سلول‌های لایه مخاطی روده نقش اساسی دارند. صفرا در دفع بیلی روبین و کلسترول نقش دارد.

## آسیب‌شناسی
از جمله بیماری‌های مرتبط به صفرا می‌توان به زردی، کله سیستیت و سنگ کیسه صفرا اشاره کرد.